# شهرستان بانسکای بیستریکا
شهرستان بانسکای بیستریکا (به لاتین: Banská Bystrica District) یک منطقهٔ مسکونی در اسلواکی است که در منطقه بانسکا بیستریتسا واقع شده‌است. شهرستان بانسکای بیستریکا ۸۰۹ کیلومتر مربع مساحت و ۱۱۱٬۹۴۶ نفر جمعیت دارد.